# Jason Kendall
Jason Daniel Kendall (né le 26 juin 1974 à San Diego, Californie, États-Unis) est un receveur de baseball évoluant en Ligue majeure de 1996 à 2010, dont 9 saisons pour les Pirates de Pittsburgh. Il représente cette équipe à trois reprises au match des étoiles (1996, 1998, 2000). 
Il est le fils de Fred Kendall (en), joueur de Ligue majeure de 1969 à 1980.

## Carrière
Après des études secondaires à la Torrance High School de Torrance (Californie), Jason Kendall est drafté le 1er juin 1992 par les Pirates de Pittsburgh au premier tour de sélection (23e choix).
Il passe quatre saisons en Ligues mineures avant d'effectuer ses débuts en Ligue majeure le 1er avril 1996. À l'issue de sa première saison au plus haut niveau, Kendall termine troisième du vote désignant la recrue de l'année en Ligue nationale.
Kendall joue neuf saisons pour 1252 rencontres avec les Pirates de 1996 à 2004. Il est échangé le 27 novembre 2004 aux Athletics d'Oakland contre Mark Redman et Arthur Rhodes. Il reste deux saisons et demie à Oakland puis est transféré le 16 juillet 2007 aux Cubs de Chicago. Il est échangé contre Jerry Blevins et Rob Bowen. 
Devenu agent libre à l'automne 2007, il s'engage pour deux saisons avec les Brewers de Milwaukee le 21 novembre 2007. Au terme de ce contrat, il rejoint les Royals de Kansas City le 11 décembre 2009 pour deux saisons contre 6 millions de dollars. Il joue son dernier match pour Kansas City le 30 août 2010 et doit subir une opération à l'épaule. Sa saison 2011 est ruinée lorsqu'une nouvelle intervention chirurgicale est nécessaire. L'année suivante, Kendall tente un retour au jeu dans les ligues mineures avec un club-école des Royals. Il lance finalement la serviette et annonce sa retraite le 24 juillet 2012.
Jason Kendall a disputé 2085 matchs dans les Ligues majeures, dont 1252 avec Pittsburgh. Sa moyenne au bâton en carrière s'élève à ,288 avec 2195 coups sûrs, dont 394 doubles et 75 circuits. Il compte 744 points produits, 1030 points marqués et 189 buts volés. Au terme de sa dernière saison en 2010, Kendall est le joueur des majeures qui avait été le plus souvent atteint par un lancer, soit 254 fois. Lorsqu'il annonce sa retraite à l'été 2012, il est d'ailleurs au 5e rang de l'histoire, n'ayant été atteint que 33 fois moins par un tir que le meneur de tous les temps, Hughie Jennings.

## Statistiques
| Saison | Équipe       | G    | AB   | R    | H    | 2B  | 3B | HR | RBI | SB  | BA    |
| ------ | ------------ | ---- | ---- | ---- | ---- | --- | -- | -- | --- | --- | ----- |
| 1996   | Pittsburgh   | 130  | 414  | 54   | 124  | 23  | 5  | 3  | 42  | 5   | 0,300 |
| 1997   | Pittsburgh   | 144  | 486  | 71   | 143  | 36  | 4  | 8  | 49  | 18  | 0,294 |
| 1998   | Pittsburgh   | 149  | 535  | 95   | 175  | 36  | 3  | 12 | 75  | 26  | 0,327 |
| 1999   | Pittsburgh   | 78   | 280  | 61   | 93   | 20  | 3  | 8  | 41  | 22  | 0,332 |
| 2000   | Pittsburgh   | 152  | 579  | 112  | 185  | 33  | 6  | 14 | 58  | 22  | 0,320 |
| 2001   | Pittsburgh   | 157  | 606  | 84   | 161  | 22  | 2  | 10 | 53  | 13  | 0,266 |
| 2002   | Pittsburgh   | 145  | 545  | 59   | 154  | 25  | 3  | 3  | 44  | 15  | 0,283 |
| 2003   | Pittsburgh   | 150  | 587  | 84   | 191  | 29  | 3  | 6  | 58  | 8   | 0,325 |
| 2004   | Pittsburgh   | 147  | 574  | 86   | 183  | 32  | 0  | 3  | 51  | 11  | 0,319 |
| 2005   | Oakland      | 150  | 601  | 70   | 163  | 28  | 1  | 0  | 53  | 8   | 0,271 |
| 2006   | Oakland      | 143  | 552  | 76   | 163  | 23  | 0  | 1  | 50  | 11  | 0,295 |
| 2007   | Oakland      | 80   | 292  | 24   | 66   | 10  | 0  | 2  | 22  | 3   | 0,226 |
| 2007   | Chicago Cubs | 57   | 174  | 21   | 47   | 10  | 1  | 1  | 19  | 0   | 0,270 |
| 2008   | Milwaukee    | 151  | 516  | 46   | 127  | 30  | 2  | 2  | 49  | 8   | 0,246 |
| 2009   | Milwaukee    | 134  | 452  | 48   | 109  | 19  | 2  | 2  | 43  | 7   | 0,241 |
| 2010   | Kansas City  | 118  | 434  | 39   | 111  | 18  | 0  | 0  | 37  | 12  | 0,256 |
| Totaux | Totaux       | 2085 | 7627 | 1030 | 2195 | 394 | 35 | 75 | 744 | 189 | 0,288 |

| Saison | Équipe       | G  | AB | R | H  | 2B | 3B | HR | RBI | SB | BA    |
| ------ | ------------ | -- | -- | - | -- | -- | -- | -- | --- | -- | ----- |
| 2006   | Oakland      | 7  | 31 | 1 | 8  | 1  | 0  | 0  | 1   | 0  | 0,258 |
| 2007   | Chicago Cubs | 1  | 4  | 0 | 1  | 0  | 0  | 0  | 1   | 0  | 0,250 |
| 2008   | Milwaukee    | 4  | 14 | 0 | 2  | 0  | 0  | 0  | 1   | 0  | 0,143 |
| Totaux | Totaux       | 12 | 49 | 1 | 11 | 1  | 0  | 0  | 3   | 0  | 0,224 |

Note : G = Matches joués ; AB = Passages au bâton; R = Points ; H = Coups sûrs ; 2B = Doubles ; 3B = Triples ; 
HR = Coup de circuit ; RBI = Points produits ; SB = Buts volés ; BA = Moyenne au bâton.